# Dystelie
Dystelie ist ein Begriff aus der Rezeptionsgeschichte der darwinistischen Abstammungslehre. Einerseits war man in der ersten Hälfte des 20. Jhs., besonders in Deutschland (z. B. bei Plate), noch skeptisch hinsichtlich des Mechanismus der Selektion wegen dessen „Plattheit“ (Nietzsche hatte deshalb Darwin ja als „Briten und daher ohnehin mittelmäßig“ abqualifiziert), andrerseits auch skeptisch hinsichtlich fossiler und auch rezenter Lebensformen (in unzugänglichen Lebensräumen wie der Tiefsee), deren Lebensäußerungen wir nicht beobachten können, die aber in ihren Formen vom Vertrauten so stark abweichen, dass sie „unangepasst“ wirken (Pterosaurier, Chauliodontidae). Diese Unangepasstheit, ja Zweckwidrigkeit (Dystelie: von (griech.) dys- miss-, un-, gegen-; telos Ziel, Zweck) ihres Baues konnte zugleich gedeutet werden als Hinweis auf eine innere Zielstrebigkeit der Evolution (nach Vervollkommnung: Orthogenese, Lamarckismus) wie auch auf anfänglich womöglich völlig zweckfreie Formen (Atelie), die die Selektion erst entfernen musste. Auf diese Weise hätten die eutelischen (zweckmäßigen) Formen im Laufe der Entwicklung des Lebens stetig zugenommen, die dystelischen fänden sich rezent allenfalls als Relikte in extrem entlegenen Lebensräumen, wo sie keiner Konkurrenz ausgesetzt wären.
Demgegenüber vertraten etwa die Paläontologen Louis Dollo (Dollosche Regel) und mehr noch Othenio Abel den auch heute gültigen („aktualistischen“) Standpunkt, dass alle Lebensformen stets mindestens so weit angepasst waren und sind, dass sie sich vermehren können (wo nicht, sterben sie ja aus). Einzelmerkmale können freilich dystelisch werden – z. B. (als beliebtes Beispiel) das Pfauenrad – wenn es die geschlechtlich selektionierenden Weibchen zu weit treiben. Ob hierher etwa auch die überlangen, doch sehr schmalen (daher bruchgefährdeten) Eckzähne der „Säbelzahnkatzen“ gehören, ist viel weniger klar. Die funktionelle Deutung der Pronotum-Auswüchse der größeren Membracidae (Buckelzirpen) ist nach wie vor höchst unsicher. Auch die Ammoniten mit komplizierter Lobenlinie wurden lange als „einseitig, letztlich dystelisch spezialisiert“ erörtert (Otto Heinrich Schindewolf).- Es gibt aber keine einzige Fossilform, von der eindeutig feststünde, dass sie wegen „Dystelie“ verschwunden wäre.
Für sozusagen überschießende Eutelie (Zweckhaftigkeit) wurde der Begriff Hypertelie geprägt – als Beispiel könnte das Gebiss von Chauliodus dienen. Die belebte Natur ist voll solcher zweifelhaften „Anpassungen“, so dass man heute Kopfzerbrechen darüber lieber vermeidet, etwa mit Hilfe der neutralen Theorie der molekularen Evolution (Gendrift ohne Selektion); das Problem besteht aber weiter.